# Hans Roth (Politiker, 1913)

Hans Roth (1971)

Hans Roth (* 19. August 1913 in Erlinsbach; † 17. Februar 2003 in Kölliken, reformiert, heimatberechtigt in Erlinsbach) war ein Schweizer Politiker (BGB/SVP).

## Biografie
Hans Roth kam am 19. August 1913 in Erlinsbach als Sohn des Landwirts und Friedensrichters Hans Roth und der Emma ebenfalls geborene Roth zur Welt. Roth absolvierte in den Jahren 1929 bis 1931 die Landwirtschaftliche Schule in Brugg, bevor er als selbstständiger Landwirt tätig war.
Hans Roth heiratete im Jahr 1938 Elise, die Tochter des Zimmermanns Gottfried Gautschi. Er verstarb am 17. Februar 2003 ein halbes Jahr vor Vollendung seines 90. Lebensjahres in Kölliken.

## Politischer Werdegang
Hans Roth, Mitglied der Bauern-, Gewerbe- und Bürgerpartei (BGB), ab 1971 der Schweizerischen Volkspartei (SVP), begann seine politische Karriere im Jahr 1945, als er in den Aargauer Grossen Rat gewählt wurde, dem er anschliessend bis 1957 sowie von 1961 bis 1974, davon zwischen 1967 und 1968 zusätzlich als Präsident, angehörte. Daneben amtierte er von 1951 bis 1957 als Erlinsbacher Gemeinderat. Darüber hinaus nahm er für den Kanton in den Jahren 1967 bis 1983 Einsitz in den Nationalrat.
Ferner stand Hans Roth von 1970 bis 1977 der BGB beziehungsweise der SVP Aargau als Präsident vor. Zuletzt fungierte er von  1981 bis 1987 als Präsident des aargauischen Milchverbands. Roth setzte sich neben seinem Engagement für die Landwirtschaft mit Verkehrspolitik, später auch mit Familienpolitik sowie Bürgerrecht auseinander.